# Lüleburgaz
Lüleburgaz, también conocida como Lule-Burgas, antes conocida como Arcadiopolis, (tracio: Bergule, búlgaro: Люлебургас o popularmente Беркулен, griego: Luleburgas) es una ciudad y distrito de la provincia de Kırklareli en la región del Marmara en Turquía.